# Elefante della Bastiglia

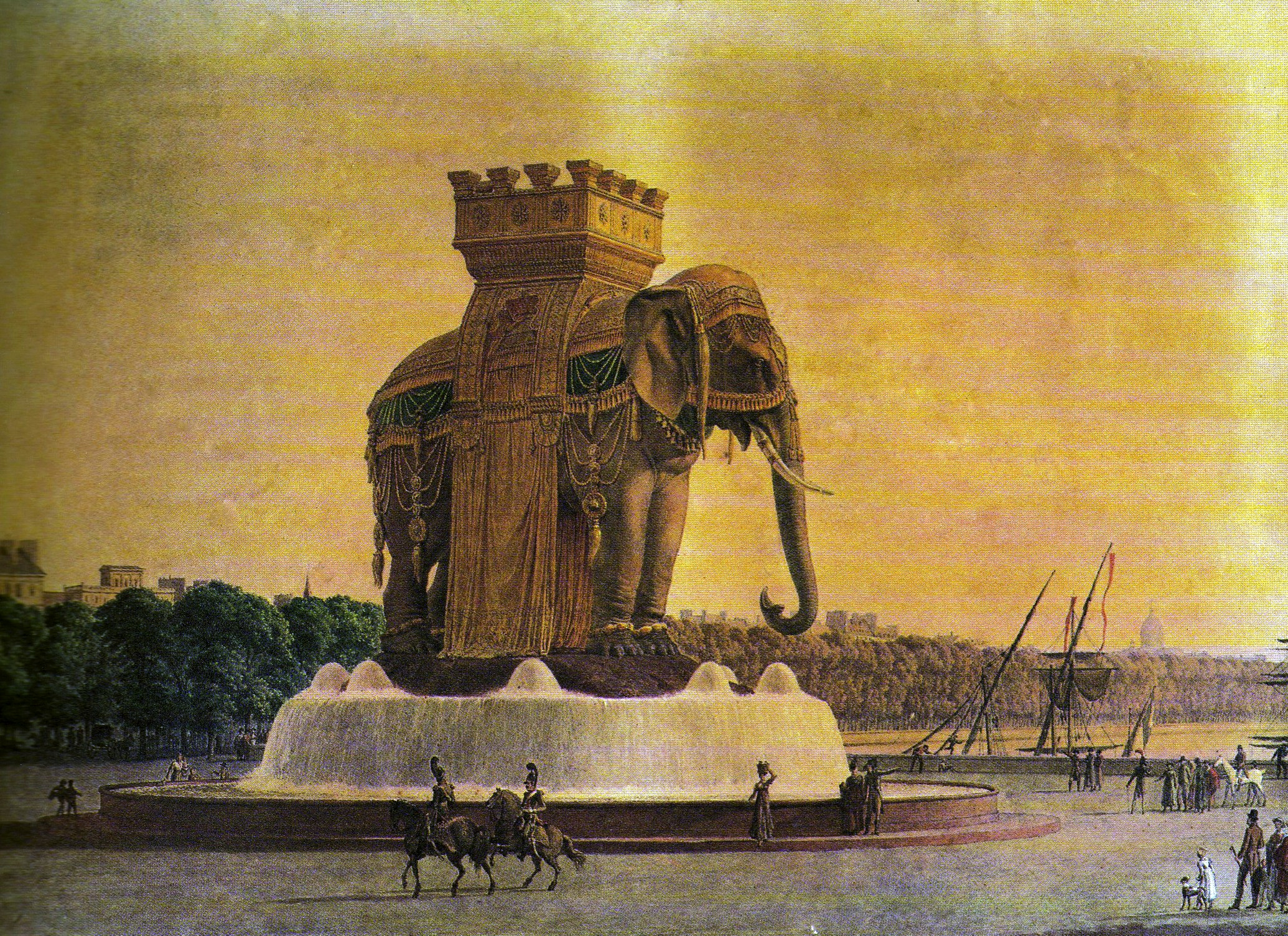
Il progetto dell'architetto Jean-Antoine Alavoine, in una rappresentazione a colori del 1814 (museo Carnavalet).

L'elefante della Bastiglia era il progetto di una gigantesca fontana, con al centro una statua di bronzo che rappresentava un elefante, voluta da Napoleone Bonaparte, nel 1808, per abbellire place de la Bastille.
L'opera, una volta realizzata, avrebbe dovuto essere collocata nell'angolo sud-est della piazza; della statua, tuttavia, fu creato solo un modello in gesso a grandezza naturale, che fu sistemato sulla base della fontana dove rimase dal 1814 al 1846.
Alta circa 24 metri (78 piedi), la struttura divenne un punto di riferimento, tanto da essere ampiamente citata da Victor Hugo nel suo romanzo I miserabili. Il progetto, però, non fu mai completato e, al suo posto, trovò sistemazione la Colonna di luglio, che fu costruita in memoria della rivoluzione del 1830 e che, sotto il profilo architettonico e stilistico, ricorda la Colonna della Vittoria del Tiergarten a Berlino e la Colonna di Nelson di Trafalgar Square a Londra.

## Il progetto

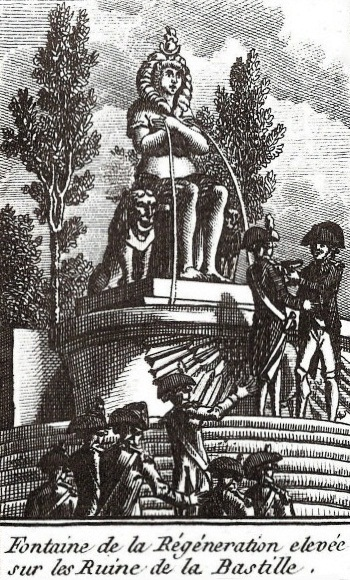
La "Fontana della Rigenerazione" in una incisione anonima d'epoca (Biblioteca nazionale di Francia).

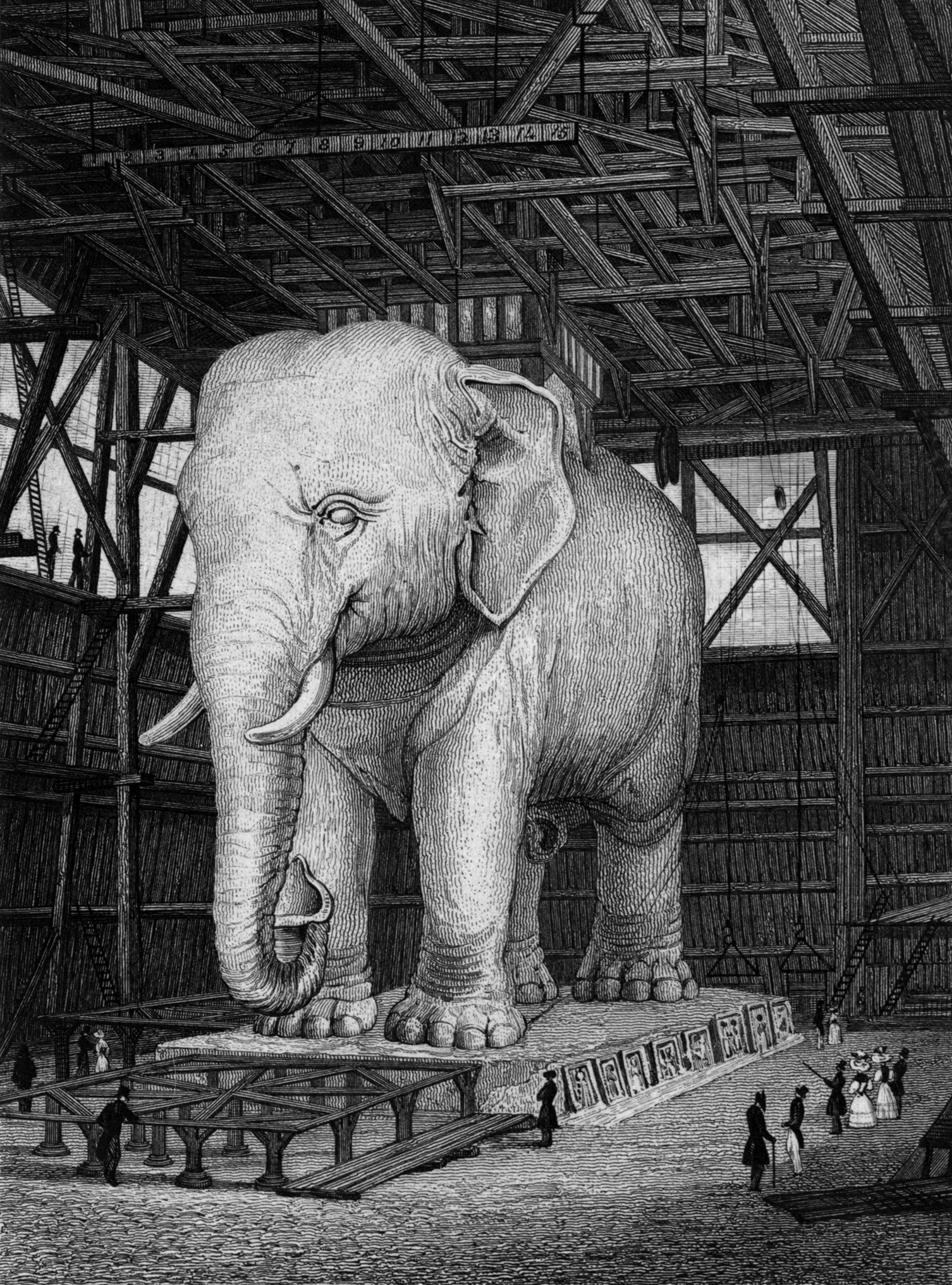
Una incisione su acciaio del modello in gesso a grandezza naturale.

Quando, nel luglio 1789, la prigione della Bastiglia fu distrutta, furono studiati numerosi progetti per colmare il vuoto lasciato da quello che era stato, fino a quel momento, uno dei simboli del potere della monarchia francese.
L'architetto Pierre-François Palloy si aggiudicò l'appalto per demolire i resti dell'edificio. Alcune pietre furono riutilizzate per la costruzione del Pont de la Concorde e altre parti furono addirittura vendute come souvenir. La maggior parte delle macerie fu rimossa nei mesi successivi da più di mille lavoratori e nel 1792 l'area fu quindi trasformata in una piazza, mentre il fossato, alimentato dalla Senna, entrava a far parte del bacino dell'Arsenale di Parigi. Nel 1793, all'angolo sud-est, vicino alla darsena dell'antico fossato che cingeva la prigione cittadella, fu costruita una fontana. Conosciuta come la "Fontana della Rigenerazione", aveva un design di ispirazione egiziana e raffigurava una donna dal cui seno scorreva l'acqua.
Napoleone pianificò molti progetti di riqualificazione urbana di Parigi e fu particolarmente interessato alla costruzione di monumenti dedicati alle sue vittorie. Per questo motivo, nel luogo dove sorgeva la vecchia fontana, decise di erigere una nuova struttura significativa e trionfale, per dimostrare il suo valore militare. Egli aveva in mente di utilizzare il bronzo fuso dei cannoni confiscati in battaglia, creando così una struttura imponente. Si pensò a una fontana con al centro un enorme elefante indiano di bronzo, riccamente ornato. Una scala interna, ricavata in una delle gambe del pachiderma, avrebbe permesso ai visitatori di salire sino a una piattaforma di osservazione posta sulla sua schiena.

## La costruzione
Il compito di vigilare sul progetto fu dato a Dominique Vivant. Inizialmente, fu scelto come architetto Jacques Cellerier e i lavori iniziarono nel 1810. Poi, nel 1812, quando le volte e le tubazioni sotterranee furono completate, il progetto fu affidato all'architetto Jean-Antoine Alavoine che, dopo poco tempo, riuscì a terminare la base della fontana.
Alavoine, resosi conto della necessità di mostrare in anticipo come sarebbe apparsa la fontana a lavoro ultimato, chiese a Pierre-Charles Bridan di creare un modello a grandezza naturale in gesso. Tale scultura fu completata e collocata sulla base nel 1814, e inizialmente fu sorvegliata da una guardia armata che viveva in una delle gambe dell'elefante.
I lavori di costruzione della fontana si fermarono nel 1815 dopo la sconfitta di Napoleone nella battaglia di Waterloo. Nonostante ciò, Alavoine cercò comunque, per molto tempo, di ottenere i fondi necessari per completare il progetto. Nel 1841 e nel 1843 il consiglio comunale discusse l'eventualità di completare il lavoro utilizzando il bronzo, il ferro o il rame, ma nessuna delle proposte fu accettata.

## La demolizione
A partire dal 1820 i residenti delle case vicine iniziarono a lamentarsi del fatto che i ratti avevano infestato l'interno dell'elefante, creando numerosi disagi a tutto il quartiere, e firmarono addirittura una petizione per la sua demolizione. Tuttavia, il monumento fu smantellato soltanto nel 1846 a causa del significativo deterioramento.

## L'eredità

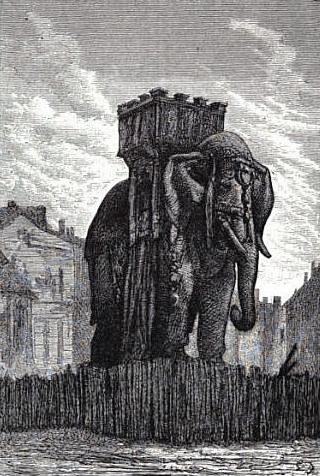
Un'illustrazione del 1865 di Gustave Brion per il libro "I miserabili".

La base circolare su cui poggiava l'elefante, l'unica parte della struttura che non fu distrutta, oggi sorregge lo zoccolo della colonna di luglio. Tra le poche testimonianze scritte dell'epoca c'è quella di Victor Hugo, che nel suo romanzo I miserabili ne descrisse lo stato di degrado e le sensazioni che ne promanavano.
(Victor Hugo, I miserabili, 1862)

## Galleria d'immagini

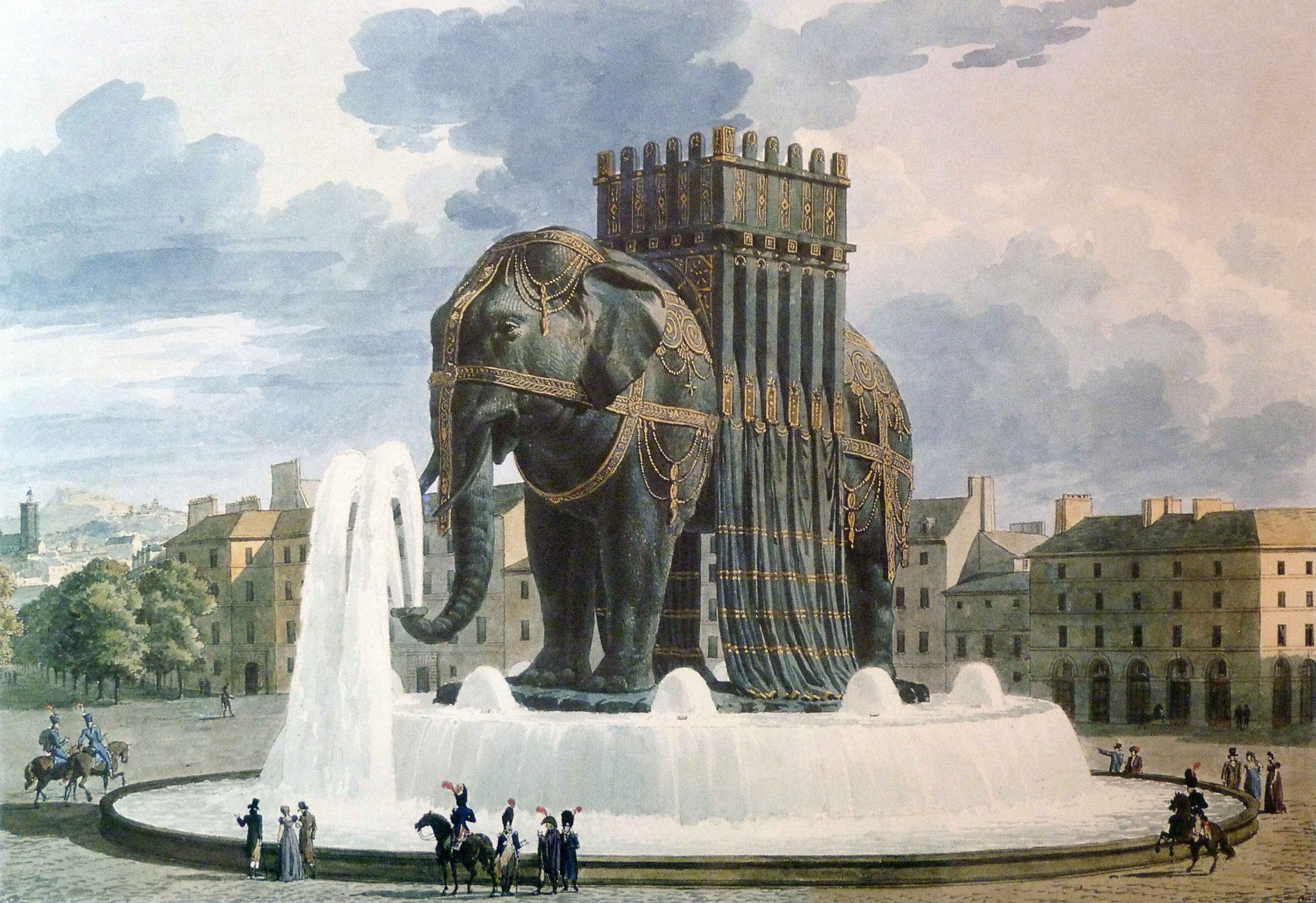
Acquerello eseguito dall'architetto Jean-Antoine Alavoine
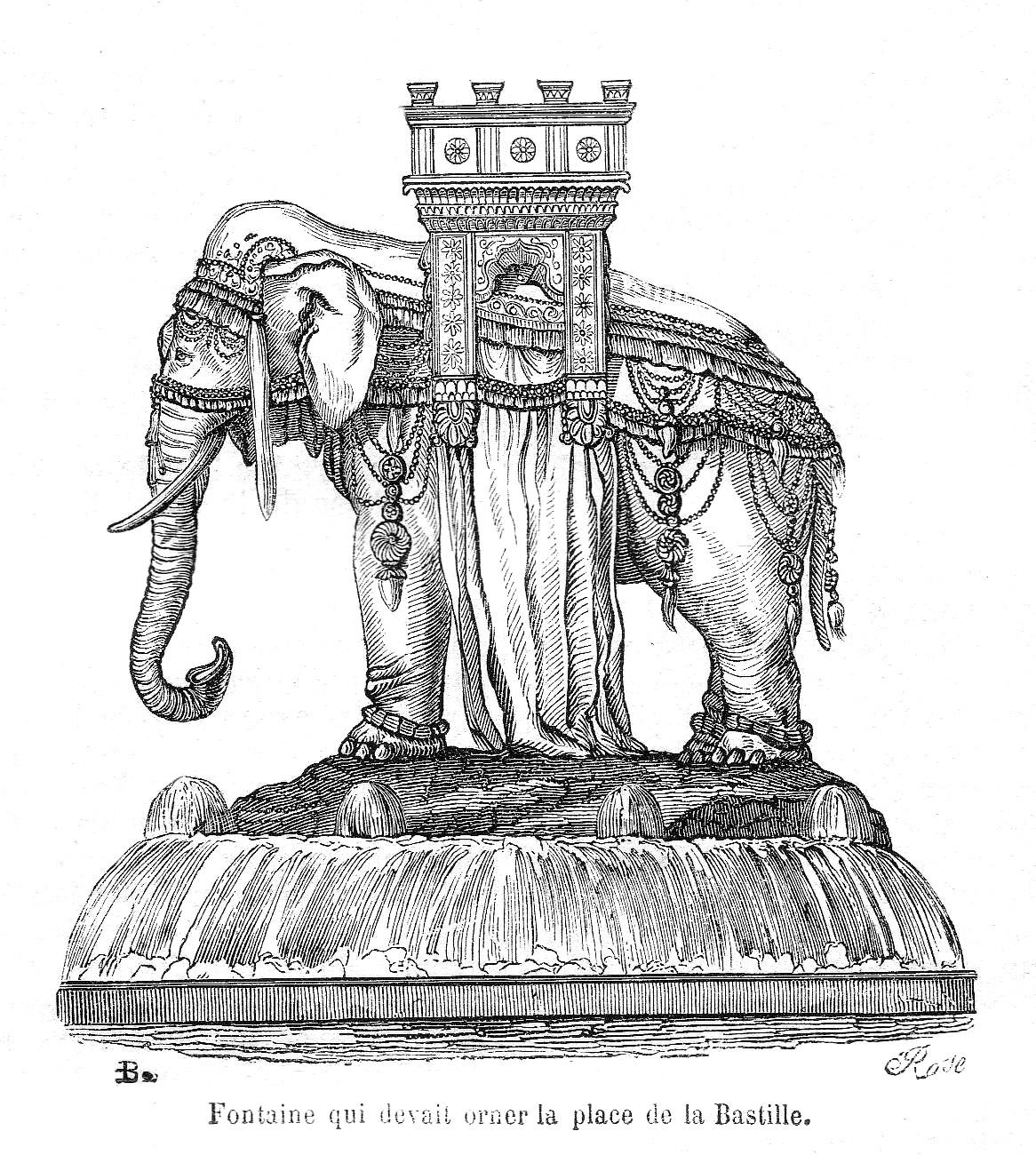
Disegno del 1853 eseguito da Gabriel Roux
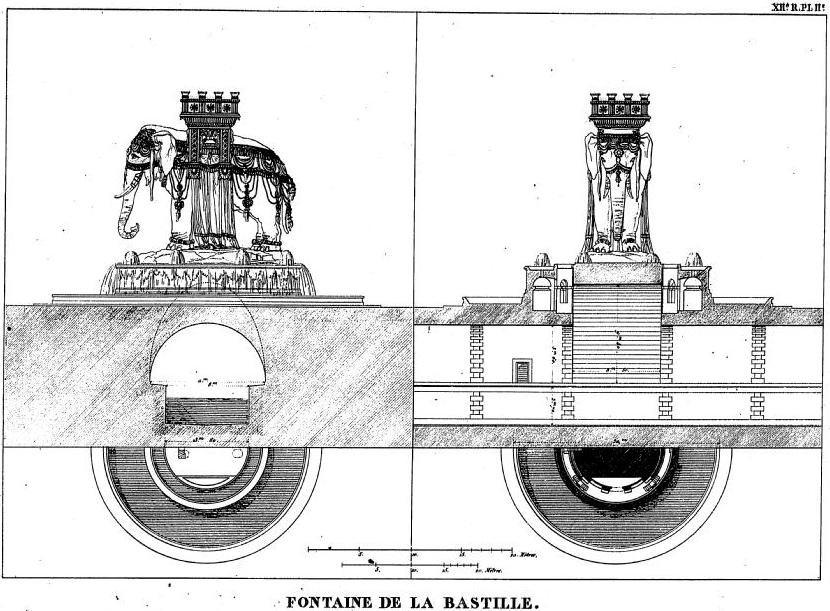
Rappresentazione della fontana eseguita da Louis Bruyère, nel 1828
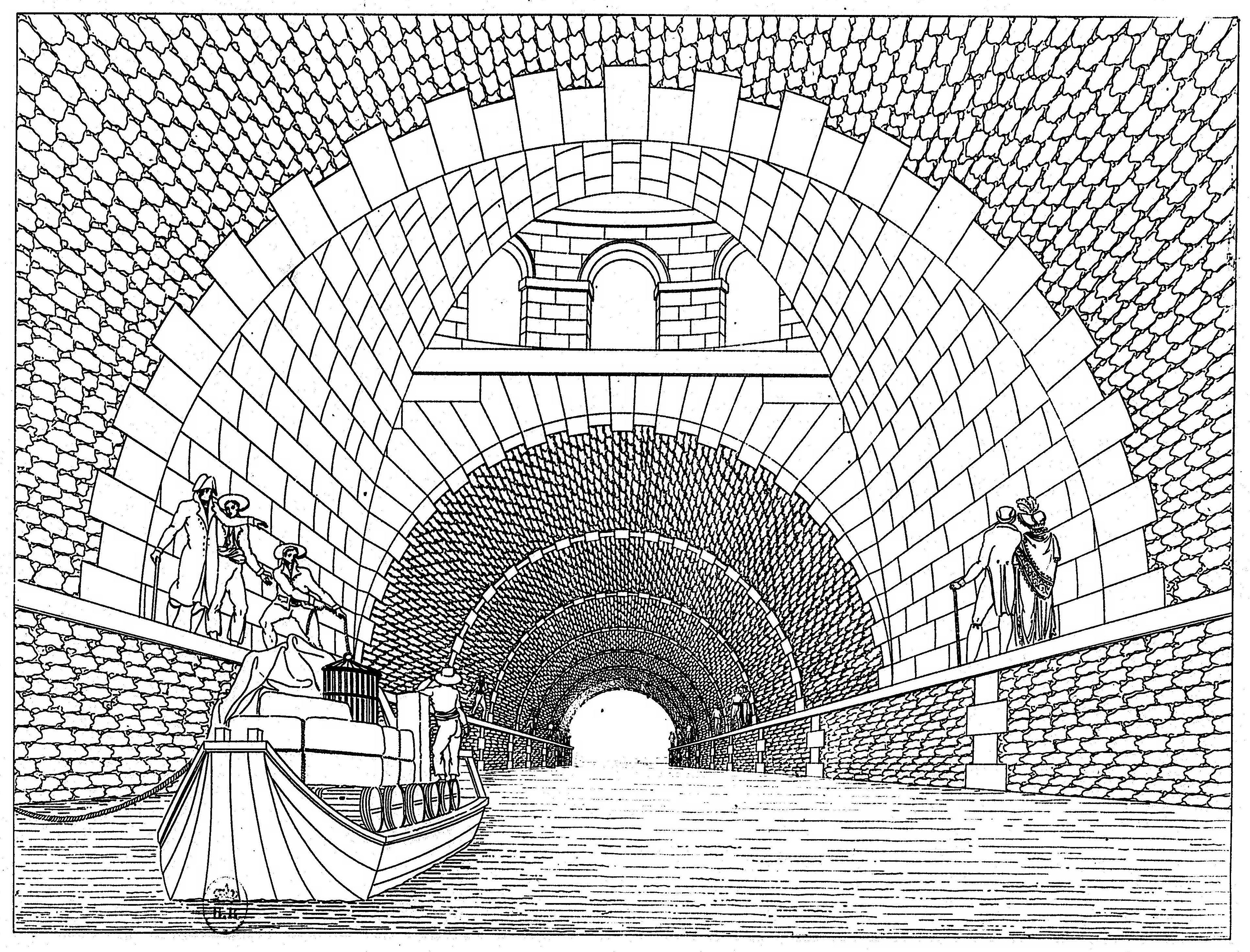
Rappresentazione del canale sotto la fontana eseguita da Louis Bruyère, nel 1828